# Zůstat naživu
Zůstat naživu (v anglickém originále The Survivors) je americká filmová komedie z roku 1983. Režisérem filmu je Michael Ritchie. Hlavní role ve filmu ztvárnili Walter Matthau, Robin Williams, Jerry Reed, John Goodman a James Wainwright.

## Děj
Příběh se zaměřuje na dva zoufalé Newyorčany: Donalda Quinelle (Williams), prostého kancelářského pracovníka, který je propuštěn z práce, a Sonnyho Palusa (Matthau), majitele čerpací stanice, jehož čerpací stanici Donald náhodou vyhodí do povětří. Oba muži se setkají v restauraci, kterou vzápětí přepadne muž v lyžařské masce (Jerry Reed). Donald je postřelen, ale Sonny si muže dobře prohlédne. Donald poskytuje rozhovor ve zprávách a nechtěně odhalí Sonnyho totožnost. Tu noc lupič (jmenovaný Jack Locke) navštíví Sonnyho dům, aby jej a jeho dospívající dceru Candice (Vigard) zabil, ale Donald je zachrání. Sonny a Donald odvedou Jacka na policii a míří na něj zbraní.
Donald se stal paranoidním a přesvědčeným o bezprostředním kolapsu společnosti. Koupí si několik zbraní, opustí svou přítelkyni a odjede do vermontského "tábora přežití", který vede muž jménem Wes. Jack je propuštěn z vězení. Sonny se s ním snaží domluvit a Jack souhlasí, že nechá Donalda a Sonnyho na pokoji, pokud nic neřeknou policii. Sonny a Candice jdou do tábora, aby Donaldovi řekli o dohodě. Donald si je však natolik jistý svou schopností čelit nebezpečí, že se Jackovi vysmívá a chce, aby přišel do tábora na závěrečné zúčtování. 
Donald se díky Wesovu učení stal strojem na zabíjení. S Jackem se utkají a skončí boj remízou. Celá skupina skončí v jedné chatce, kterou ostatní táborníci obklíčí ve snaze Jacka zabít. Sonny, Candice, Jack a Donald uniknou v Sonnyho autě. Krvežízniví táborníci je pronásledují, ale vzdají se, jakmile Sonny odhalí Wese jako bohatého obchodníka, jehož tábor je podvod. Čtveřice míří domů. Donald vystoupí z auta a zhroutí se, protože si uvědomí, o kolik přišel. Sonny se ho snaží utěšit. Oba se vracejí k autu jako přátelé.

## Obsazení
| Walter Matthau   | Sonny Paluso    |
| Robin Williams   | Donald Quinelle |
| Jerry Reed       | Jack Locke      |
| John Goodman     | Commando        |
| James Wainwright | Wes Huntley     |
| Kristen Vigard   | Candice Paluso  |
| Annie McEnroe    | Doreen          |
| Mariah Hailey    | Jackova žena    |